# Мілоновка
Міло́новка (рос. Милоновка) — присілок у складі Томського району Томської області, Росія. Входить до складу Воронинського сільського поселення.

## Населення
Населення — 3 особи (2010; 12 у 2002).
Національний склад (станом на 2002 рік):
- росіяни — 100 %